# 達赫塔利亞
48°23′34″N 28°35′14″E / 48.39278°N 28.58722°E
達赫塔利亞（烏克蘭語：Дахталія），是烏克蘭的村落，位於該國西南部文尼察州，由圖利欽區負責管轄，始建於1700年，面積1.93平方公里，海拔高度230米，2001年人口444，人口密度每平方公里230.29人。